# 典型美國婊子
典型美國婊子，是美国创作歌手奧莉維亞·羅德里戈的歌曲。这首歌曲是她第二张录音室专辑《GUTS》的开场曲目，于2023年9月8日由格芬唱片公司发行。歌曲由羅德里戈和制作人丹·尼格罗共同创作，灵感源于瓊·蒂蒂安的一篇挂名文章，探讨了社会对女性的期待，曲风是民間和流行朋克。歌曲发行后收获了乐评的好评，并在多国的音乐榜单榜上有名。

## 背景
在首张录音室专辑《SOUR》取得商业成功后，奧莉維亞·羅德里戈继续与制作人丹·尼格罗合作。尼格罗完成了专辑全部歌曲的制作。而羅德里戈在19岁，这一被她描述为“充满困惑、过错、尴尬和老式的青少年忧虑”的一年，就构想出了第二张录音室专辑的概念。
典型美國婊子则同样是羅德里戈和尼格罗合作创作的产物。在接受Apple Music采访时，她告诉贊恩·羅威：“我真的很喜欢这首歌（……）这是我创作的最爱的歌曲之一。我真的很爱它的歌词，而且我觉得它表达了我从15岁以来一直想表达的东西，被压逼的怒火和一种被放入标准女性框架下的困惑感”歌曲以钢琴演奏开场，但最后转为一首“激烈的摇滚歌曲”。羅德里戈表示，歌曲的标题取自瓊·蒂蒂安在《向伯利恆跋涉》的挂名文章：“她写了旧金山的嬉皮士和离家浪迹的故事。其中一名浪子在回家的路上谈论他的妈妈，并说她是一个“典型美國婊子”。我当时想，“哇，那太酷了。”这真是一组充满挑衅性的词。第二天，我坐在钢琴前写下了典型美國婊子……你永远不知道一首歌会走向何方。”2023年8月1日，罗德里戈公布了《GUTS》的曲目列表，其中第一首歌曲就是典型美國婊子。2023年9月8日，歌曲随着专辑《GUTS》的发行正式推出，并同时上载了一部歌曲的彩排视频，其中羅德里戈穿着一件带有費歐娜·艾波照片的衬衫。

## 作曲
典型美國婊子时长2分45秒。尼格罗与山姆·斯图尔特（Sam Stewart）、斯特林·劳斯（Sterling Laws）、戴夫·希夫曼（Dave Schiffman）和陈胤希（Jasmine Chen）共同完成了歌曲的制作。尼格罗在歌曲在演奏人声吉他、电吉他、打击乐器、贝斯、合成器与编程鼓；斯图尔特亦演奏人声吉他和电吉他；劳斯演奏鼓；
瑞恩·林威尔（Ryan Linvill）演奏贝斯。最终尖头斯滕特混制歌曲，而蘭迪·美林完成了歌曲母带的制作。
《告示牌》的杰森·利普肖茨（Jason Lipshutz）表示，典型美國婊子以“民間圣歌（的旋律）开端，后期则突然转变为一首如打谷机般节奏的流行朋克”歌曲的歌词则表达了社会对年轻女性永远不要表现出负面情绪这一期许的敬意，在制作中则融入了罗德里戈的尖叫声。罗德里戈在柔和的吉他弹奏下开始演唱，并描述了关于完美的形象的细节：“我轻如羽毛又硬如木板 / 我关注大多数人忽略的事情。”（I am light as a feather and as stiff as a board / I pay attention to things that most people ignore.）在以鼓和吉他演奏的副歌部分中，她的表演风格变得更加激进：“我原谅，我忘记 / 我知道我的年龄并且表现得像它一样。”（I forgive and I forget / I know my age and I act like it.）。罗德里戈在主歌部分语调温和，在副歌部分则语调激烈。罗德里戈在歌词中提到，女性应该抑制自己的愤怒，否则就会被称为过于情绪化。《Elle》则将罗德里戈的演唱与艾薇兒·拉維尼和艾拉妮絲·莫莉塞特进行比较。歌曲的桥段部分包含了罗德里戈的尖叫声，而结尾部分则戲仿了许多她得奖时的致辞：“每时每刻，我都心怀感激 / 我性感而善良 / 我哭的时候很美。”（All the time, I'm grateful all the time / I'm sexy and I'm kind / I'm pretty when I cry.）

## 反响
在对《GUTS》全部歌曲进行排名时，杰森·利普肖茨将典型美國婊子列为全专第二佳作，描述道：“这首歌是专辑开场的精心杰作，再一次展现了罗德里戈的在曲风转变方面的独特技艺”。他将歌曲与《SOUR》的残酷进行比较，认为二者都证明了罗德里戈的多才多艺。《Elle》的埃丽卡·冈萨雷斯（Erica Gonzales）则相信典型美國婊子是一首“杀疯了的开场曲”，“正如它的标题所示的那样富有感染力，虽然（听众们）没法以从前几句旋律看出这一点”。她认为歌曲副歌的鼓点击打得如“耍孩子脾气一般”，“其旋律从酸到甜，从善良到混乱”。《影音俱樂部》的玛丽·凯特·卡尔（Mary Kate Carr）认为这首歌很适合做1999年的喜剧电影《我恨你的十件事》的配乐。在歌曲发行后，亦有一些线上TikTok影片将歌曲的副歌与麥莉·希拉2008年单曲Start All Over进行比较。
| 出版物       | 榜单           | 排位 | 参考来源 |
| ------------ | -------------- | ---- | -------- |
| 英国广播公司 | 2023年最佳歌曲 | 5    | [ 13 ]   |
| 《》         | 2023年20佳歌曲 | N/A  | [ 14 ]   |

## 媒体使用
典型美國婊子出现在了Apple TV+2023年电视剧《海盜》的预告片中。

## 制作群
制作名单取自《GUTS》的专辑注释。
- 奧莉維亞·羅德里戈 – 主唱、和声、词曲作者
- 丹·尼格罗 – 制作人、词曲作者、工程师、原声吉他、电吉他、打击乐器、声乐制作人、贝斯、合成器、鼓编程、和声
- 山姆·斯图尔特 – 工程师、原声吉他、电吉他
- 斯特林·劳斯 – 鼓、工程师
- 戴夫·希夫曼 – 工程师
- 陈胤希 – 工程师
- 瑞恩·林威尔 – 贝斯
- 蘭迪·美林 – 母带
- 尖头斯滕特（英语：Spike Stent） – 混制

## 榜单
| 榜单（2023年）                           | 最高 排位 |
| ---------------------------------------- | --------- |
| 澳大利亚（澳大利亚唱片业协会單曲榜）     | 10        |
| 加拿大（Canadian Hot 100）               | 15        |
| 法国（法國唱片出版業公會單曲榜）         | 171       |
| 全球（Billboard Global 200）             | 9         |
| 希腊（國際唱片業協會希臘分會國際單曲榜） | 29        |
| 爱尔兰（《告示牌》）                     | 8         |
| 新西兰（新西兰官方音乐榜）               | 7         |
| 波兰（波兰百强流媒体榜）                 | 96        |
| 葡萄牙（葡萄牙唱片業協會单曲榜）         | 34        |
| 新加坡（新加坡唱片業協會）               | 22        |
| 瑞典（瑞典每周热歌榜）                   | 7         |
| 英國（官方榜单公司單曲榜）               | 78        |
| 美国（《告示牌》百大單曲榜）             | 13        |
| 美國（《告示牌》Hot Rock Songs）         | 4         |

| 榜单（2023年）                   | 排位 |
| -------------------------------- | ---- |
| 美國（《告示牌》Hot Rock Songs） | 48   |

## 销售认证
| 地區                           | 认证 | 认证单位/销量 |
| ------------------------------ | ---- | ------------- |
| 澳大利亚（澳大利亚唱片业协会） | 金   | 35,000‡       |
| 加拿大（加拿大音乐协会）       | 金   | 40,000‡       |
| 英国（英国唱片业协会）         | 银   | 200,000‡      |
| ‡僅含認證的+實際銷量           |      |               |